# Visoka islandščina
Visoka islandščina (Háfrónska) je ultrapuristična oblika sodobne islandščine. Njeni pobudniki si prizadevajo za jezik, očiščen tujih besed. Pobudnik visoke islandščine je bil Belgijec Jozef Braekmans, ki si je zamislil islandščino očiščeno sposojenk in tujk in namesto njih oblikoval neologizme na osnovi islandskega besedišča. Jezik na Islandiji nima uradnega statusa, vendar je pridobil pozornost v nekaterih občilih. 

## Ime in simboli
Jezik (háfrónska) je poimenovan analogno po visoki norveščini »høgnorsk«, konservativni obliki moderne norveščine (nynorsk). Drugi del imena »frónska« je izpeljan iz poetičnega naziva za Islandijo (»frón«). Braekman je naziv 'háfrónska' prvič uporabil 23. novembra 2003, poprej je uporabljal naziva 'frónska' in 'nadislandščina'.
Braekman je ustvaril pestro simboliko okrog jezika. Glavni simboli visoke islandščine so: grboslovno jajce vitalnosti (Brynfjöregg), neomadeževan otrok gorá (hið slettulausa fjallbarn) in zastava boga Thora (Þórfrónsvé).